# Isaac Pitman
Isaac Pitman (født 4. januar 1817, død 12. januar 1897) var en britisk stenograf.
Pitman var opfinder af det i England almindeligst udbredte stenografiske system, som han kaldte Phonography. Sammen med A.J. Ellis arbejdede han siden 1840'erne for en forbedring af den engelske retskrivning, og han har også udgivet flere læsebøger for begyndere med en lydtro stavemåde.